# 絲鰭針鯒
絲鰭針鯒，為輻鰭魚綱鮋形目牛尾魚亞目針鯒科的其中一種，分布於西太平洋的南海海域，體長可達30公分，生活在泥底質的大陸坡，為底棲性魚類，屬肉食性，生活習性不明。